# François Grangier de Lamothe
Pour les articles homonymes, voir Grangier.
François Grangier de Lamothe, né à Riom le 22 novembre 1757 et décédé à Chamalières le 22 avril 1822, est un homme politique français.

## Biographie
Son père François Grangier, propriétaire du château de Cordès, fut le dernier seigneur de Cordès et d'Orcival en 1789.
Capitaine de dragons en retraite, François Grangier de Lamothe est administrateur du district de Riom en l'an III.
Il est installé maire de Clermont-Ferrand en 1809 ; il fut prorogé dans ses fonctions en 1813 et resta à la tête de la ville jusqu'à sa démission le 12 septembre 1815. Il fut nommé conseiller général du Puy-de-Dôme le 24 floréal an VIII et le resta jusqu'à sa mort ; il a été président du Conseil général en 1806, 1807 et 1814. Le 30 juin 1811, il est décoré de la Légion d'honneur.
Propriétaire du château de Montjoly, actuelle mairie de Chamalières, il meurt dans cette demeure le 22 avril 1822. Une de ses filles vend le château de Cordès en 1873 à Félix Martha-Beker.
A Clermont-Ferrand, une petite place, située dans le quartier Saint-Alyre, honore la mémoire de cet ancien maire.